# Caio Márcio Censorino (cônsul em 8 a.C.)
Caio Márcio Censorino (em latim: Gaius Marcius Censorinus; m. 2) foi um senador romano da gente Márcia eleito cônsul em 8 a.C. com Caio Asínio Galo. Um membro do ramo plebeu dos Censorinos da gente Márcia, Márcio Censorino era filho de Lúcio Márcio Censorino, cônsul em 39 a.C..

## História
Márcio Censorino foi nomeado triúnviro monetário em algum momento entre 20 ou 19 a.C. e foi eleito cônsul em 8 a.C. com Caio Asínio Galo. Sua eleição foi marcada por acusações de suborno, mas, ainda assim, o imperador Augusto não quis intervir. Durante seu mandato, Márcio ofereceu jogos a Júpiter Ótimo Máximo pelo retorno de Augusto, que estava viajando pelas províncias na época. Ele também comandou a sessão do Senado que votou por renomear o mês "Sextilis" como "Augustus" (o moderno mês de "agosto") em homenagem ao imperador.
Antes de 11 a.C., Márcio Censorino foi admitido no colégio dos áugures. Por volta de 3 a.C., Censorino recebeu por sorteio o governo proconsular da Ásia. Acredita-se que ele tenha sido depois legado imperial da Galácia por volta de 2 d.C., quando recebeu o neto de Augusto Caio César durante sua viagem pelo oriente. Márcio morreu ainda nesta função.

## Patrocínio
Censorino era patrono da cidade de Mileto e recebeu o título de "salvador e fundador" da cidade de Mylasa, onde eram realizados jogos anuais conhecidos como "Censorineia" anualmente. O poeta Horácio escreveu uma ode em sua homenagem e Veleio Patérculo o elogiou como um "vir demerendis hominibus genitus" ("homem que honra os homens").

## Família
Aparentemente Censorino jamais se casou e não teve filhos.